# Konstantin Kristoforidhi
Konstantin Kristoforidhi, född i Elbasan, nuvarande Albanien, 1827, död 1895, var albanolog och albansk nationalist. 
Kristoforidhi studerade i Zosimea i Ioannina, nuvarande Grekland. Han sysselsatte sig i första hand med att sprida det albanska språket i skolorna. Han är känd för att vara den förste moderne författaren av böcker på gegiska. Den första gegiska boken gav han ut 1867, samma bok publicerades sedan på toskiska ett år senare. Kristoforidhis viktigaste verk var "Ordbok över det albanska språket". Han var en försvarare av teorin att det albanska språket har pelasgiskt ursprung.